# Усольмаш

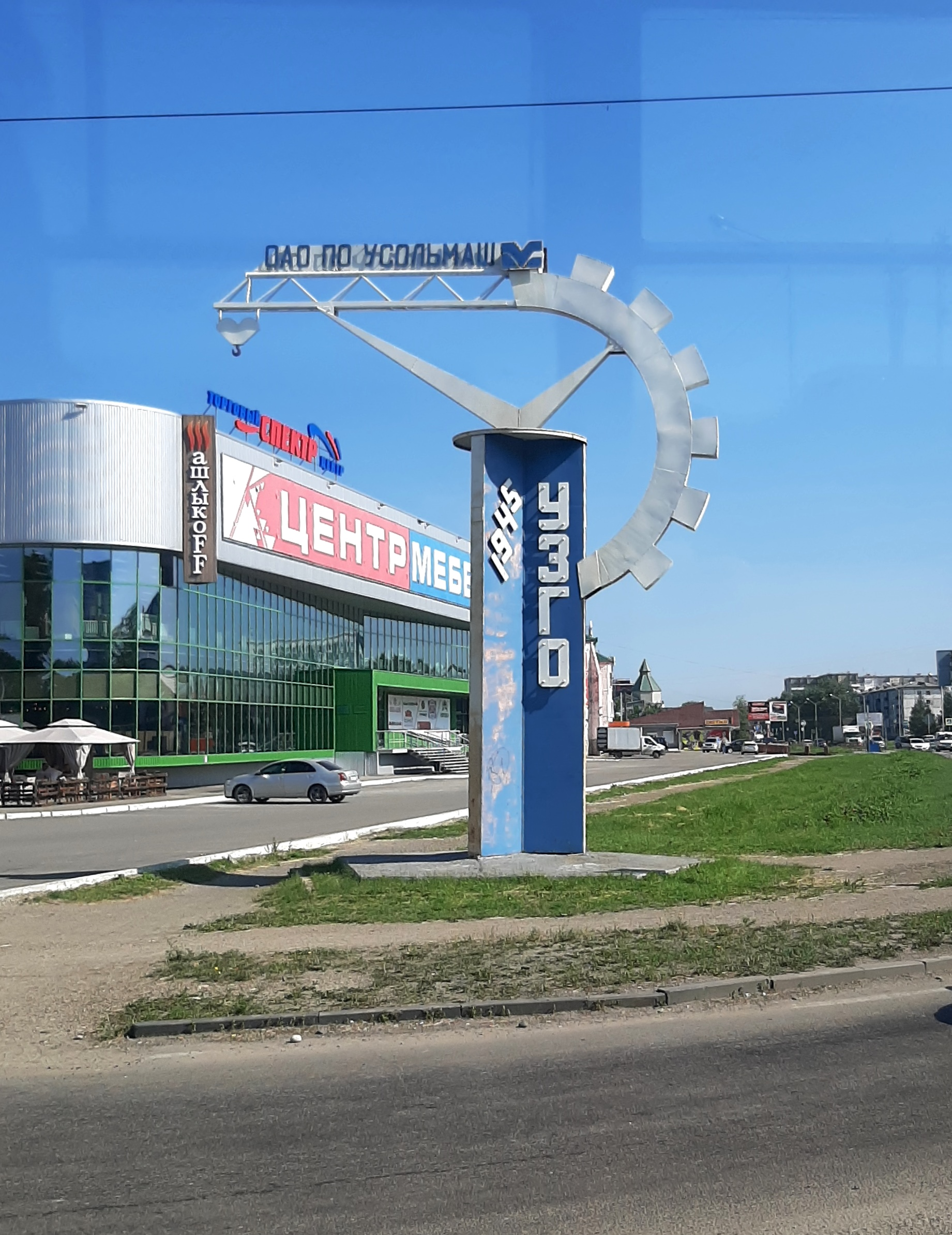
Стела "Усольмаш"

Усольмаш — промышленное предприятие в городе Усолье-Сибирское Иркутской области.

## История
Строительство завода было начато в 1945 году как завода горного оборудования, предназначенного для удовлетворения потребностей народного хозяйства министерства цветной металлургии СССР. В 1987 году преобразован в «Производственное Объединение Усольмаш». В 1991 году предприятие акционировано в ОАО.

## Продукция
Завод производит горно-шахтное, обогатительное и металлургическое оборудование.
«Усольмаш» — многопрофильное, с полным замкнутым циклом производство, позволяющее изготавливать машиностроительное оборудование, удовлетворяющее требования заказчика и включает в себя: литейное производство мощностью более 100000 тонн стального, чугунного и цветного литья в год, механосборочное, производство металлоконструкций, производство РТИ и изделий из полиуретана, деревообрабатывающее и инструментальное производства. ОАО ПО Усольмаш является одним из основных поставщиков обогатительного,
горно-шахтного оборудования для горно-металлургических предприятий России и стран СНГ.
Предприятие поставляет:
- флотационные машины объёмом камеры от 1 литра до 100 м3;
- контактные чаны всех типоразмеров от 0,8 до 100 м3;
- гидроциклоны с углом конуса 20 градусов — ГЦР 150; 250; 360; 500; 710; 1000 м3 с футеровкой проточной части, а также батарейные гидроциклонные установки;
- песковые насосы НПБР-160/20; 250/28; ПР250/28; 400/38; 800/31,5; 1250/31,5; ПРВ-630/12,5;
- пульпоподъёмные камеры ПК-180/7; 360/7, короткоконусные гидроциклоны КЦ-360Р;500Р;
- запасные части к драгам 80; 140; 150; 200; 210; 380 литров, в том числе: перфолисты, трафареты, коврики дражные из резины и запасные части к драгам;
- запасные части к обогатительному оборудованию и насосам;
- горно-шахтное оборудование: клети, скипы, противовесы, подвесные устройства, бадейные комплексы, вагонетки, копры проходческие, комплексы КПА-4А и КПВ-4А и другие изделия;
- электролизное оборудование для электролизеров с верхним токопроводом и обожженными анодами.

Совместно со специалистами обогатительных фабрик и проектных институтов совершенствуются конструкции обогатительного оборудования,
ведется разработка новых видов и типоразмеров. Для защиты изделий от абразивного износа и химической коррозии применяются футеровки из износостойкой резины и эпоксидные эмали, что обеспечивает не только надежность изделий, но и их товарный вид; продолжается работа по применению новых износостойких материалов. Для регулирования уровня пульпы, расхода воздуха, толщины пенного слоя, расхода реагентов, нагрева подшипниковых узлов, флотомашины оснащаются средствами автоматики ведущих мировых фирм — «Siemens», «Samson», «Ficher». Комплект поставки автоматики зависит от требований заказчика. Специалисты предприятия участвуют в монтаже флотомашин и наладке автоматики. Производство оснащено газорезательной машиной «Satronik LS3000», сварочным оборудованием фирм Швеции, Германии, Швейцарии, США, современной лабораторией «Спектролаб» для оперативного определения химического состава сталей.
ООО «Усольмаш» поставляет горно-шахтное, машиностроительное оборудование в Казахстан, сотрудничая с казахстанской компанией ТОО «Promtehnix», которая занимается поставками оборудования для компаний по добыче, обогащению и переработке различного рода сырья, производством черных и цветных металлов, нефтепродуктов.